# Versus - Quaderni di studi semiotici
Versus - Quaderni di studi semiotici (chiamata anche VS) è una rivista di semiotica italiana nata nel 1971 sotto la direzione di Umberto Eco. Dopo la scomparsa di Eco, il nuovo direttore è Patrizia Violi. Dal 1971 sono stati pubblicati più di 120 numeri e oltre 600 articoli. 
Organizzata per lo più secondo argomenti monografici (quali l'intertestualità, la traduzione, l'iconismo) o più raramente dedicata a uno studioso (come i numeri monografici su Charles Sanders Peirce o su Louis Hjelmslev), ha una cadenza quadrimestrale, non troppo regolare, con articoli principali in lingua italiana, francese o inglese, e una sezione finale di recensioni, segnalazioni di convegni o dibattiti.

## Storia
I primi numeri, usciti per la casa editrice Achille Mauri, erano a fascicoli non rilegati, come ha poi continuato il nuovo editore Bompiani per qualche anno, per poi dal 1978 scegliere il formato più regolare di libro.
La prima redazione era composta da Umberto Eco, Paolo Fabbri, Gabriele Usberti e Ugo Volli, a cui si aggiunsero nel 1975: Massimo Bonfantini, Omar Calabrese, Marco De Marinis, Roberto Grazia, Patrizia Magli, Giovanni Manetti, e Patrizia Violi (tranne Gabriele Usberti, che lasciò).
Poi si è avvalsa di un comitato scientifico composto da: Massimo Bonfantini, Giovanna Cosenza, Cristina Demaria, Umberto Eco, Paolo Fabbri, Jacques Fontanille, Anna Maria Lorusso, Jorge Lozano, Patrizia Magli, Giovanni Manetti, Costantino Marmo, Gianfranco Marrone, Herman Parret, Jean Petitot, Isabella Pezzini, Maria Pia Pozzato, Eero Tarasti, Jürgen Trabant, Patrizia Violi e Ugo Volli.
Versus ha pubblicato articoli scritti da studiosi come per esempio, oltre ai citati: A.J. Greimas, Jean-Marie Floch, Francesco Casetti, John R. Searle, Thomas A. Sebeok, Luis Prieto, Christian Metz, Gian Paolo Caprettini, Hubert Damish, David Osmond-Smith, Maurizio Grande, Carlo Sini, Janós Petöfi, Augusto Ponzio, Michael Riffaterre, Claude Zilberberg, Teun A. van Dijk, Paul Grice, Félix Guattari, Jaakko Hintikka, Ray Jackendoff, Philip N. Johnson-Laird, George Lakoff, Mieke Bal, Stefano Bartezzaghi, Daniele Barbieri, Sandra Cavicchioli, Jean-Jacques Nattiez, Per Aage Brandt, Gino Stefani, Marina Sbisà, Andrea Bernardelli, Claudio Paolucci ed altri.